# Sam Shields
Samuel George „Sam“ Shields III (* 8. Dezember 1987 in Sarasota, Florida) ist ein ehemaliger US-amerikanischer American-Football-Spieler auf der Position des Cornerbacks. Er spielt für die Los Angeles Rams in der National Football League (NFL). Nachdem er im NFL Draft 2010 nicht ausgewählt wurde, verpflichteten ihn die Green Bay Packers als Free Agent.
Er gewann 2011 den Super Bowl XLV mit den Green Bay Packers und wurde 2014 erstmals für den Pro Bowl nominiert. Aufgrund mehrerer erlittener Gehirnerschütterungen verpasste er bereits 2015 vier Spiele; 2016 bestritt er wegen immer wieder auftretender Beschwerden nur ein einziges Spiel. Im Januar 2017 sagte er dazu: „An manchen Tagen sind es starke Kopfschmerzen, an manchen nur schwache. Es variiert, ich weiß nie, woran ich bin. Ich bin so daran gewöhnt, dass es normal geworden ist.“ Am 8. Februar 2017, nach sieben Saisons, die er für das Team aus Wisconsin spielte, wurde er schließlich von den Packers entlassen.
Am 8. März unterzeichnete Shields einen neuen Vertrag bei den Los Angeles Rams, für die er in der Saison 2018 alle 16 Spiele der Regular Season bestritt.